# سباق لو تور دو فرانس 2019
سباق لو تور دو فرانس 2019 (بالفرنسية: La course by Le Tour de France 2019) هو سباق دراجات هوائية، وهو الموسم السادس من سباق لو تور دو فرانس، وأقيم في 19 يوليو 2019 ضمن سباقات طواف العالم للدراجات للسيدات 2019، وشارك فيه 120 متسابقاً ووصل إلى نهايته 91 متسابقاً.
فاز بالمركز الأول ماريان فوس، وبالمركز الثاني ليا كيرشمان، وبالمركز الثالث سيسيلي أوتوب لودفيغ.

## الفرق
| فرق سيدات محترفة (21)- يو أي أيه تيم ‏ - Équipe Paule Ka ‏ - إس دي وركس ‏ - BTC City Ljubljana ‏ - كانيون إس آر إيه إم راسينغ 2019 ‏ - ليف ريسينغ ‏ - كوجياس ميتلر لوك برو 2019 ‏ - FDJ–Suez ‏ - لوتو سودال للسيدات 2019 ‏ - Liv AlUla Jayco ‏ - موفيستار للسيدات ‏ - باركهوتل فالكنبورغ 2019 ‏ - رالي سايكلنج ‏ - فريق سنويب للسيدات 2019 ‏ - EF Education–Tibco–SVB ‏ - Lidl–Trek (women's team) ‏ - فالكار سيلانس 2019 ‏ - Team Virtu Cycling Women ‏ - Ceratizit Pro Cycling ‏ - دولتشيني فان إيك بروكسيموس ‏ - شارينت ماريتايم سيلينج للسيدات ‏ |  |
| |  |

## المشاركون
| Liv AlUla Jayco ‏ MTS | Liv AlUla Jayco ‏ MTS | Liv AlUla Jayco ‏ MTS |
| -------------------- | -------------------- | -------------------- |
| م                    | عداء                 | مرتبة                |
| 1                    | أنيميك فان فليوتن    | 7                    |
| 2                    | جيسيكا ألين          | لم يكمل السباق       |
| 3                    | Alexandra Manly ‏     | لم يكمل السباق       |
| 4                    | سارة روي             | 58                   |
| 5                    | أماندا سبرات         | 24                   |
| 6                    | جورجيا وليامز        | 62                   |

| إس دي وركس ‏ DLT | إس دي وركس ‏ DLT           | إس دي وركس ‏ DLT |
| --------------- | ------------------------- | --------------- |
| م               | عداء                      | مرتبة           |
| 11              | أنا فان دير بريغين (طريق) | 10              |
| 12              | Chantal Blaak             | 75              |
| 13              | كارول آن كانويل           | 39              |
| 14              | كاتي هال                  | 19              |
| 15              | أنيكا لانغفاد             | 29              |

| ليف ريسينغ ‏ CCC | ليف ريسينغ ‏ CCC       | ليف ريسينغ ‏ CCC |
| --------------- | --------------------- | --------------- |
| م               | عداء                  | مرتبة           |
| 21              | ماريان فوس            | 1               |
| 22              | Valerie Demey ‏        | لم يكمل السباق  |
| 23              | Jeanne Korevaar ‏      | 37              |
| 24              | ريجان ماركوس          | 31              |
| 25              | آشلي مولمان           | 5               |
| 26              | Pauliena Rooijakkers ‏ | 35              |

| Équipe Paule Ka ‏ BIG | Équipe Paule Ka ‏ BIG | Équipe Paule Ka ‏ BIG |
| -------------------- | -------------------- | -------------------- |
| م                    | عداء                 | مرتبة                |
| 31                   | سيسيلي أوتوب لودفيغ  | 3                    |
| 32                   | Elizabeth Banks      | 36                   |
| 33                   | Elise Chabbey ‏       | 30                   |
| 34                   | Mikayla Harvey ‏      | 63                   |
| 35                   | Nikola Nosková ‏      | 27                   |
| 36                   | ليا توماس            | 49                   |

| كانيون–إس آر إيه إم ‏ CSR | كانيون–إس آر إيه إم ‏ CSR | كانيون–إس آر إيه إم ‏ CSR |
| ------------------------ | ------------------------ | ------------------------ |
| م                        | عداء                     | مرتبة                    |
| 41                       | كاتارزينا نيفيادوما      | 13                       |
| 42                       | ألينا أمياليوسيك         | 72                       |
| 43                       | Alice Barnes             | 90                       |
| 44                       | هانا بارنز               | 68                       |
| 45                       | تيفاني كرومويل           | 61                       |
| 46                       | الكسيس ريان              | 61                       |

| يو أي أيه تيم ‏ ALE | يو أي أيه تيم ‏ ALE | يو أي أيه تيم ‏ ALE |
| ------------------ | ------------------ | ------------------ |
| م                  | عداء               | مرتبة              |
| 51                 | كلو هوسكينغ        | 83                 |
| 52                 | Na Ah-reum ‏        | 44                 |
| 53                 | ثريا بالادين       | 8                  |
| 54                 | Nadia Quagliotto ‏  | 70                 |
| 55                 | Jessica Raimondi ‏  | لم يكمل السباق     |
| 56                 | Eri Yonamine ‏      | 23                 |

| Ceratizit Pro Cycling ‏ WNT | Ceratizit Pro Cycling ‏ WNT | Ceratizit Pro Cycling ‏ WNT |
| -------------------------- | -------------------------- | -------------------------- |
| م                          | عداء                       | مرتبة                      |
| 61                         | أني سانستيبان              | 9                          |
| 62                         | Laura Asencio ‏             | 71                         |
| 63                         | يانيكي إنسينغ              | 17                         |
| 64                         | إيريكا ماجندي              | 28                         |
| 65                         | Lara Vieceli ‏              | 54                         |

| فريق سنويب للسيدات ‏ SUN | فريق سنويب للسيدات ‏ SUN | فريق سنويب للسيدات ‏ SUN |
| ----------------------- | ----------------------- | ----------------------- |
| م                       | عداء                    | مرتبة                   |
| 71                      | لوسيندا براند           | 4                       |
| 72                      | فايفر جورجي             | 56                      |
| 73                      | ليا كيرشمان             | 2                       |
| 74                      | جولييت لابوس            | 32                      |
| 75                      | ليان ليبرت              | 57                      |
| 76                      | فلورتجي ماكايج          | 12                      |

| موفيستار للسيدات ‏ MOV | موفيستار للسيدات ‏ MOV | موفيستار للسيدات ‏ MOV |
| --------------------- | --------------------- | --------------------- |
| م                     | عداء                  | مرتبة                 |
| 81                    | شيلا جوتيريز          | لم يبدأ               |
| 82                    | أود بيانيك            | 74                    |
| 83                    | ماغورزاتا جاسيسكا     | 33                    |
| 84                    | Lorena Llamas ‏        | 67                    |
| 85                    | إيدر ميرينو كورتازار  | 69                    |
| 86                    | Paula Patiño ‏         | 18                    |

| EF Education–Tibco–SVB ‏ TIB | EF Education–Tibco–SVB ‏ TIB | EF Education–Tibco–SVB ‏ TIB |
| --------------------------- | --------------------------- | --------------------------- |
| م                           | عداء                        | مرتبة                       |
| 91                          | برودي شابمان                | 25                          |
| 92                          | ليكس ألبرشت                 | لم يكمل السباق              |
| 93                          | نينا كيسلر                  | 47                          |
| 94                          | Emily Newsom ‏               | لم يكمل السباق              |
| 95                          | Rozanne Slik ‏               | 55                          |

| Lidl–Trek (women's team) ‏ TFS | Lidl–Trek (women's team) ‏ TFS | Lidl–Trek (women's team) ‏ TFS |
| ----------------------------- | ----------------------------- | ----------------------------- |
| م                             | عداء                          | مرتبة                         |
| 101                           | Lizzie Deignan                | 77                            |
| 102                           | Audrey Cordon-Ragot           | 76                            |
| 103                           | إليسا ونغو بورغيني            | 6                             |
| 104                           | Anna Plichta ‏                 | لم يكمل السباق                |
| 105                           | تايلر وايلز                   | 34                            |
| 106                           | روث ويندر                     | 38                            |

| FDJ–Suez ‏ FDJ | FDJ–Suez ‏ FDJ     | FDJ–Suez ‏ FDJ  |
| ------------- | ----------------- | -------------- |
| م             | عداء              | مرتبة          |
| 111           | جادي فيل (طريق)   | 48             |
| 112           | شارلوت بيكر       | 78             |
| 113           | أوجيني دوفال      | لم يكمل السباق |
| 114           | Shara Marche      | 41             |
| 115           | Victorie Guilman ‏ | 52             |
| 116           | Évita Muzic ‏      | 22             |

| فالكار سيلانس ‏ VAL | فالكار سيلانس ‏ VAL   | فالكار سيلانس ‏ VAL |
| ------------------ | -------------------- | ------------------ |
| م                  | عداء                 | مرتبة              |
| 121                | إليسا بالسامو        | لم يكمل السباق     |
| 122                | Alice Maria Arzuffi ‏ | 64                 |
| 123                | مارتا كافالي         | 45                 |
| 124                | Dalia Muccioli ‏      | 65                 |
| 125                | Asja Paladin ‏        | 73                 |
| 126                | إيلينا بيروني        | 66                 |

| باركهوتل فالكنبورغ ‏ PHV | باركهوتل فالكنبورغ ‏ PHV | باركهوتل فالكنبورغ ‏ PHV |
| ----------------------- | ----------------------- | ----------------------- |
| م                       | عداء                    | مرتبة                   |
| 131                     | ديمي فوليرينغ           | 11                      |
| 132                     | Nina Buijsman ‏          | 47                      |
| 133                     | Belle de Gast ‏          | لم يكمل السباق          |
| 134                     | صوفي دي فوست            | 15                      |
| 135                     | روكسان كنيتيمان         | لم يكمل السباق          |

| فريق كوجياس ميتلر لوك برو للدراجات ‏ CGS | فريق كوجياس ميتلر لوك برو للدراجات ‏ CGS | فريق كوجياس ميتلر لوك برو للدراجات ‏ CGS |
| --------------------------------------- | --------------------------------------- | --------------------------------------- |
| م                                       | عداء                                    | مرتبة                                   |
| 141                                     | إدفيج بيتل                              | 40                                      |
| 142                                     | Olga Deyko ‏                             | لم يكمل السباق                          |
| 143                                     | ديبورا بين‏                              | 59                                      |
| 144                                     | Anastasiia Pliaskina ‏                   | لم يكمل السباق                          |
| 145                                     | Sari Saarelainen ‏                       | لم يكمل السباق                          |
| 146                                     | Marina Uvarova                          | 85                                      |

| لوتو بيليسول للسيدات ‏ LSL | لوتو بيليسول للسيدات ‏ LSL | لوتو بيليسول للسيدات ‏ LSL |
| ------------------------- | ------------------------- | ------------------------- |
| م                         | عداء                      | مرتبة                     |
| 151                       | لوت كوبيكي                | 50                        |
| 152                       | Dani Christmas ‏           | 82                        |
| 153                       | Annelies Dom ‏             | 80                        |
| 154                       | Julie Van de Velde ‏       | 26                        |
| 155                       | كيلي فان دن ستين          | 53                        |

| Team Virtu Cycling Women ‏ TVC | Team Virtu Cycling Women ‏ TVC | Team Virtu Cycling Women ‏ TVC |
| ----------------------------- | ----------------------------- | ----------------------------- |
| م                             | عداء                          | مرتبة                         |
| 161                           | صوفيا بيرتيزولو               | لم يكمل السباق                |
| 162                           | Katrine Aalerud ‏              | 60                            |
| 163                           | Birgitte Krogsgaard ‏          | 88                            |
| 164                           | أنوسكا كوستر                  | 43                            |
| 165                           | Rachel Neylan ‏                | 14                            |

| BTC City Ljubljana ‏ BTC | BTC City Ljubljana ‏ BTC | BTC City Ljubljana ‏ BTC |
| ----------------------- | ----------------------- | ----------------------- |
| م                       | عداء                    | مرتبة                   |
| 171                     | يوجينة بوجاك            | 16                      |
| 172                     | Špela Kern ‏             | لم يكمل السباق          |
| 173                     | حنا نيلسون              | 21                      |
| 174                     | Urša Pintar ‏            | 20                      |
| 175                     | روسيلا راتو             | 51                      |
| 176                     | Urška Žigart ‏           | 91                      |

| رالي سايكلنج ‏ RLW | رالي سايكلنج ‏ RLW    | رالي سايكلنج ‏ RLW |
| ----------------- | -------------------- | ----------------- |
| م                 | عداء                 | مرتبة             |
| 181               | سارا بيرغن           | 84                |
| 182               | أليسون بيفيريدج      | لم يكمل السباق    |
| 183               | كريستابل دوبيل هيكوك | 46                |
| 184               | أبيجيل ميكي          | لم يكمل السباق    |
| 185               | Sara Poidevin ‏       | لم يكمل السباق    |
| 186               | إيما وايت            | لم يكمل السباق    |

| دولتشيني فان إيك بروكسيموس ‏ DVE | دولتشيني فان إيك بروكسيموس ‏ DVE | دولتشيني فان إيك بروكسيموس ‏ DVE |
| ------------------------------- | ------------------------------- | ------------------------------- |
| م                               | عداء                            | مرتبة                           |
| 191                             | Jesse Vandenbulcke ‏             | 89                              |
| 192                             | Mieke Docx ‏                     | 81                              |
| 193                             | Séverine Eraud ‏                 | 79                              |
| 194                             | Pascale Jeuland-Tranchant       | لم يكمل السباق                  |
| 195                             | دانييلا ريس                     | لم يكمل السباق                  |
| 196                             | Marion Sicot ‏                   | لم يبدأ                         |

| شارينت ماريتايم سيلينج للسيدات ‏ CMW | شارينت ماريتايم سيلينج للسيدات ‏ CMW | شارينت ماريتايم سيلينج للسيدات ‏ CMW |
| ----------------------------------- | ----------------------------------- | ----------------------------------- |
| م                                   | عداء                                | مرتبة                               |
| 201                                 | بولين ألين                          | 87                                  |
| 202                                 | Noémie Abgrall ‏                     | لم يكمل السباق                      |
| 203                                 | Lucie Lahaye ‏                       | 86                                  |
| 204                                 | Anaïs Morichon ‏                     | لم يكمل السباق                      |
| 205                                 | Marine Quiniou ‏                     | لم يكمل السباق                      |
| 206                                 | Gabby Traxler ‏                      | لم يكمل السباق                      |

| Liv AlUla Jayco ‏ MTS | Liv AlUla Jayco ‏ MTS | Liv AlUla Jayco ‏ MTS |
| -------------------- | -------------------- | -------------------- |
| م                    | عداء                 | مرتبة                |
| 1                    | أنيميك فان فليوتن    | 7                    |
| 2                    | جيسيكا ألين          | لم يكمل السباق       |
| 3                    | Alexandra Manly ‏     | لم يكمل السباق       |
| 4                    | سارة روي             | 58                   |
| 5                    | أماندا سبرات         | 24                   |
| 6                    | جورجيا وليامز        | 62                   |

| إس دي وركس ‏ DLT | إس دي وركس ‏ DLT           | إس دي وركس ‏ DLT |
| --------------- | ------------------------- | --------------- |
| م               | عداء                      | مرتبة           |
| 11              | أنا فان دير بريغين (طريق) | 10              |
| 12              | Chantal Blaak             | 75              |
| 13              | كارول آن كانويل           | 39              |
| 14              | كاتي هال                  | 19              |
| 15              | أنيكا لانغفاد             | 29              |

| ليف ريسينغ ‏ CCC | ليف ريسينغ ‏ CCC       | ليف ريسينغ ‏ CCC |
| --------------- | --------------------- | --------------- |
| م               | عداء                  | مرتبة           |
| 21              | ماريان فوس            | 1               |
| 22              | Valerie Demey ‏        | لم يكمل السباق  |
| 23              | Jeanne Korevaar ‏      | 37              |
| 24              | ريجان ماركوس          | 31              |
| 25              | آشلي مولمان           | 5               |
| 26              | Pauliena Rooijakkers ‏ | 35              |

| Équipe Paule Ka ‏ BIG | Équipe Paule Ka ‏ BIG | Équipe Paule Ka ‏ BIG |
| -------------------- | -------------------- | -------------------- |
| م                    | عداء                 | مرتبة                |
| 31                   | سيسيلي أوتوب لودفيغ  | 3                    |
| 32                   | Elizabeth Banks      | 36                   |
| 33                   | Elise Chabbey ‏       | 30                   |
| 34                   | Mikayla Harvey ‏      | 63                   |
| 35                   | Nikola Nosková ‏      | 27                   |
| 36                   | ليا توماس            | 49                   |

| كانيون–إس آر إيه إم ‏ CSR | كانيون–إس آر إيه إم ‏ CSR | كانيون–إس آر إيه إم ‏ CSR |
| ------------------------ | ------------------------ | ------------------------ |
| م                        | عداء                     | مرتبة                    |
| 41                       | كاتارزينا نيفيادوما      | 13                       |
| 42                       | ألينا أمياليوسيك         | 72                       |
| 43                       | Alice Barnes             | 90                       |
| 44                       | هانا بارنز               | 68                       |
| 45                       | تيفاني كرومويل           | 61                       |
| 46                       | الكسيس ريان              | 61                       |

| يو أي أيه تيم ‏ ALE | يو أي أيه تيم ‏ ALE | يو أي أيه تيم ‏ ALE |
| ------------------ | ------------------ | ------------------ |
| م                  | عداء               | مرتبة              |
| 51                 | كلو هوسكينغ        | 83                 |
| 52                 | Na Ah-reum ‏        | 44                 |
| 53                 | ثريا بالادين       | 8                  |
| 54                 | Nadia Quagliotto ‏  | 70                 |
| 55                 | Jessica Raimondi ‏  | لم يكمل السباق     |
| 56                 | Eri Yonamine ‏      | 23                 |

| Ceratizit Pro Cycling ‏ WNT | Ceratizit Pro Cycling ‏ WNT | Ceratizit Pro Cycling ‏ WNT |
| -------------------------- | -------------------------- | -------------------------- |
| م                          | عداء                       | مرتبة                      |
| 61                         | أني سانستيبان              | 9                          |
| 62                         | Laura Asencio ‏             | 71                         |
| 63                         | يانيكي إنسينغ              | 17                         |
| 64                         | إيريكا ماجندي              | 28                         |
| 65                         | Lara Vieceli ‏              | 54                         |

| فريق سنويب للسيدات ‏ SUN | فريق سنويب للسيدات ‏ SUN | فريق سنويب للسيدات ‏ SUN |
| ----------------------- | ----------------------- | ----------------------- |
| م                       | عداء                    | مرتبة                   |
| 71                      | لوسيندا براند           | 4                       |
| 72                      | فايفر جورجي             | 56                      |
| 73                      | ليا كيرشمان             | 2                       |
| 74                      | جولييت لابوس            | 32                      |
| 75                      | ليان ليبرت              | 57                      |
| 76                      | فلورتجي ماكايج          | 12                      |

| موفيستار للسيدات ‏ MOV | موفيستار للسيدات ‏ MOV | موفيستار للسيدات ‏ MOV |
| --------------------- | --------------------- | --------------------- |
| م                     | عداء                  | مرتبة                 |
| 81                    | شيلا جوتيريز          | لم يبدأ               |
| 82                    | أود بيانيك            | 74                    |
| 83                    | ماغورزاتا جاسيسكا     | 33                    |
| 84                    | Lorena Llamas ‏        | 67                    |
| 85                    | إيدر ميرينو كورتازار  | 69                    |
| 86                    | Paula Patiño ‏         | 18                    |

| EF Education–Tibco–SVB ‏ TIB | EF Education–Tibco–SVB ‏ TIB | EF Education–Tibco–SVB ‏ TIB |
| --------------------------- | --------------------------- | --------------------------- |
| م                           | عداء                        | مرتبة                       |
| 91                          | برودي شابمان                | 25                          |
| 92                          | ليكس ألبرشت                 | لم يكمل السباق              |
| 93                          | نينا كيسلر                  | 47                          |
| 94                          | Emily Newsom ‏               | لم يكمل السباق              |
| 95                          | Rozanne Slik ‏               | 55                          |

| Lidl–Trek (women's team) ‏ TFS | Lidl–Trek (women's team) ‏ TFS | Lidl–Trek (women's team) ‏ TFS |
| ----------------------------- | ----------------------------- | ----------------------------- |
| م                             | عداء                          | مرتبة                         |
| 101                           | Lizzie Deignan                | 77                            |
| 102                           | Audrey Cordon-Ragot           | 76                            |
| 103                           | إليسا ونغو بورغيني            | 6                             |
| 104                           | Anna Plichta ‏                 | لم يكمل السباق                |
| 105                           | تايلر وايلز                   | 34                            |
| 106                           | روث ويندر                     | 38                            |

| FDJ–Suez ‏ FDJ | FDJ–Suez ‏ FDJ     | FDJ–Suez ‏ FDJ  |
| ------------- | ----------------- | -------------- |
| م             | عداء              | مرتبة          |
| 111           | جادي فيل (طريق)   | 48             |
| 112           | شارلوت بيكر       | 78             |
| 113           | أوجيني دوفال      | لم يكمل السباق |
| 114           | Shara Marche      | 41             |
| 115           | Victorie Guilman ‏ | 52             |
| 116           | Évita Muzic ‏      | 22             |

| فالكار سيلانس ‏ VAL | فالكار سيلانس ‏ VAL   | فالكار سيلانس ‏ VAL |
| ------------------ | -------------------- | ------------------ |
| م                  | عداء                 | مرتبة              |
| 121                | إليسا بالسامو        | لم يكمل السباق     |
| 122                | Alice Maria Arzuffi ‏ | 64                 |
| 123                | مارتا كافالي         | 45                 |
| 124                | Dalia Muccioli ‏      | 65                 |
| 125                | Asja Paladin ‏        | 73                 |
| 126                | إيلينا بيروني        | 66                 |

| باركهوتل فالكنبورغ ‏ PHV | باركهوتل فالكنبورغ ‏ PHV | باركهوتل فالكنبورغ ‏ PHV |
| ----------------------- | ----------------------- | ----------------------- |
| م                       | عداء                    | مرتبة                   |
| 131                     | ديمي فوليرينغ           | 11                      |
| 132                     | Nina Buijsman ‏          | 47                      |
| 133                     | Belle de Gast ‏          | لم يكمل السباق          |
| 134                     | صوفي دي فوست            | 15                      |
| 135                     | روكسان كنيتيمان         | لم يكمل السباق          |

| فريق كوجياس ميتلر لوك برو للدراجات ‏ CGS | فريق كوجياس ميتلر لوك برو للدراجات ‏ CGS | فريق كوجياس ميتلر لوك برو للدراجات ‏ CGS |
| --------------------------------------- | --------------------------------------- | --------------------------------------- |
| م                                       | عداء                                    | مرتبة                                   |
| 141                                     | إدفيج بيتل                              | 40                                      |
| 142                                     | Olga Deyko ‏                             | لم يكمل السباق                          |
| 143                                     | ديبورا بين‏                              | 59                                      |
| 144                                     | Anastasiia Pliaskina ‏                   | لم يكمل السباق                          |
| 145                                     | Sari Saarelainen ‏                       | لم يكمل السباق                          |
| 146                                     | Marina Uvarova                          | 85                                      |

| لوتو بيليسول للسيدات ‏ LSL | لوتو بيليسول للسيدات ‏ LSL | لوتو بيليسول للسيدات ‏ LSL |
| ------------------------- | ------------------------- | ------------------------- |
| م                         | عداء                      | مرتبة                     |
| 151                       | لوت كوبيكي                | 50                        |
| 152                       | Dani Christmas ‏           | 82                        |
| 153                       | Annelies Dom ‏             | 80                        |
| 154                       | Julie Van de Velde ‏       | 26                        |
| 155                       | كيلي فان دن ستين          | 53                        |

| Team Virtu Cycling Women ‏ TVC | Team Virtu Cycling Women ‏ TVC | Team Virtu Cycling Women ‏ TVC |
| ----------------------------- | ----------------------------- | ----------------------------- |
| م                             | عداء                          | مرتبة                         |
| 161                           | صوفيا بيرتيزولو               | لم يكمل السباق                |
| 162                           | Katrine Aalerud ‏              | 60                            |
| 163                           | Birgitte Krogsgaard ‏          | 88                            |
| 164                           | أنوسكا كوستر                  | 43                            |
| 165                           | Rachel Neylan ‏                | 14                            |

| BTC City Ljubljana ‏ BTC | BTC City Ljubljana ‏ BTC | BTC City Ljubljana ‏ BTC |
| ----------------------- | ----------------------- | ----------------------- |
| م                       | عداء                    | مرتبة                   |
| 171                     | يوجينة بوجاك            | 16                      |
| 172                     | Špela Kern ‏             | لم يكمل السباق          |
| 173                     | حنا نيلسون              | 21                      |
| 174                     | Urša Pintar ‏            | 20                      |
| 175                     | روسيلا راتو             | 51                      |
| 176                     | Urška Žigart ‏           | 91                      |

| رالي سايكلنج ‏ RLW | رالي سايكلنج ‏ RLW    | رالي سايكلنج ‏ RLW |
| ----------------- | -------------------- | ----------------- |
| م                 | عداء                 | مرتبة             |
| 181               | سارا بيرغن           | 84                |
| 182               | أليسون بيفيريدج      | لم يكمل السباق    |
| 183               | كريستابل دوبيل هيكوك | 46                |
| 184               | أبيجيل ميكي          | لم يكمل السباق    |
| 185               | Sara Poidevin ‏       | لم يكمل السباق    |
| 186               | إيما وايت            | لم يكمل السباق    |

| دولتشيني فان إيك بروكسيموس ‏ DVE | دولتشيني فان إيك بروكسيموس ‏ DVE | دولتشيني فان إيك بروكسيموس ‏ DVE |
| ------------------------------- | ------------------------------- | ------------------------------- |
| م                               | عداء                            | مرتبة                           |
| 191                             | Jesse Vandenbulcke ‏             | 89                              |
| 192                             | Mieke Docx ‏                     | 81                              |
| 193                             | Séverine Eraud ‏                 | 79                              |
| 194                             | Pascale Jeuland-Tranchant       | لم يكمل السباق                  |
| 195                             | دانييلا ريس                     | لم يكمل السباق                  |
| 196                             | Marion Sicot ‏                   | لم يبدأ                         |

| شارينت ماريتايم سيلينج للسيدات ‏ CMW | شارينت ماريتايم سيلينج للسيدات ‏ CMW | شارينت ماريتايم سيلينج للسيدات ‏ CMW |
| ----------------------------------- | ----------------------------------- | ----------------------------------- |
| م                                   | عداء                                | مرتبة                               |
| 201                                 | بولين ألين                          | 87                                  |
| 202                                 | Noémie Abgrall ‏                     | لم يكمل السباق                      |
| 203                                 | Lucie Lahaye ‏                       | 86                                  |
| 204                                 | Anaïs Morichon ‏                     | لم يكمل السباق                      |
| 205                                 | Marine Quiniou ‏                     | لم يكمل السباق                      |
| 206                                 | Gabby Traxler ‏                      | لم يكمل السباق                      |

## التصنيف العام النهائي
| التصنيف العام | التصنيف العام       | التصنيف العام | التصنيف العام             | التصنيف العام |  |
| العداء        | العداء              | البلد         | الفريق                    | الوقت         |  |
| ------------- | ------------------- | ------------- | ------------------------- | ------------- |  |
| 1             | ماريان فوس          | هولندا        | ليف ريسينغ ‏               | 3 س 15 د 20 ث |  |
| 2             | ليا كيرشمان         | كندا          | فريق سنويب للسيدات ‏       | + 3 ث         |  |
| 3             | سيسيلي أوتوب لودفيغ | الدنمارك      | Équipe Paule Ka ‏          | + 3 ث         |  |
| 4             | لوسيندا براند       | هولندا        | فريق سنويب للسيدات ‏       | + 4 ث         |  |
| 5             | آشلي مولمان         | جنوب أفريقيا  | ليف ريسينغ ‏               | + 6 ث         |  |
| 6             | إليسا ونغو بورغيني  | إيطاليا       | Lidl–Trek (women's team) ‏ | + 6 ث         |  |
| 7             | أنيميك فان فليوتن   | هولندا        | Liv AlUla Jayco ‏          | + 7 ث         |  |
| 8             | ثريا بالادين        | إيطاليا       | يو أي أيه تيم ‏            | + 7 ث         |  |
| 9             | أني سانستيبان       | إسبانيا       | Ceratizit Pro Cycling ‏    | + 7 ث         |  |
| 10            | أنا فان دير بريغين  | هولندا        | إس دي وركس ‏               | + 7 ث         |  |

### تصنيف النقاط
| تصنيف النقاط | تصنيف النقاط         | تصنيف النقاط | تصنيف النقاط              | تصنيف النقاط |  |
| العداء       | العداء               | البلد        | الفريق                    | النقاط       |  |
| ------------ | -------------------- | ------------ | ------------------------- | ------------ |  |
| 1            | أنيميك فان فليوتن    | هولندا       | Liv AlUla Jayco ‏          | 1367.67 نقطة |  |
| 2            | Katarzyna Niewiadoma | بولندا       | كانيون–إس آر إيه إم ‏      | 1106.17 نقطة |  |
| 3            | ماريان فوس           | هولندا       | ليف ريسينغ ‏               | 948 نقطة     |  |
| 4            | أنا فان دير بريغين   | هولندا       | إس دي وركس ‏               | 826.33 نقطة  |  |
| 5            | مارتا باستيانيلي     | إيطاليا      | Team Virtu Cycling Women ‏ | 710 نقطة     |  |
| 6            | سيسيلي أوتوب لودفيغ  | الدنمارك     | Équipe Paule Ka ‏          | 651.33 نقطة  |  |
| 7            | أماندا سبرات         | أستراليا     | Liv AlUla Jayco ‏          | 644.67 نقطة  |  |
| 8            | ثريا بالادين         | إيطاليا      | يو أي أيه تيم ‏            | 633 نقطة     |  |
| 9            | لورينا ويبيس         | هولندا       | باركهوتل فالكنبورغ ‏       | 590 نقطة     |  |
| 10           | إليسا ونغو بورغيني   | إيطاليا      | Lidl–Trek (women's team) ‏ | 580 نقطة     |  |

### تصنيف الجبال
| تصنيف الجبال | تصنيف الجبال      | تصنيف الجبال | تصنيف الجبال        | تصنيف الجبال |  |
| العداء       | العداء            | البلد        | الفريق              | النقاط       |  |
| ------------ | ----------------- | ------------ | ------------------- | ------------ |  |
| 1            | Elise Chabbey ‏    | سويسرا       | Équipe Paule Ka ‏    | 9 نقطة       |  |
| 2            | صوفي دي فوست      | بلجيكا       | باركهوتل فالكنبورغ ‏ | 5 نقطة       |  |
| 3            | أماندا سبرات      | أستراليا     | Liv AlUla Jayco ‏    | 3 نقطة       |  |
| 4            | Nikola Nosková ‏   | التشيك       | Équipe Paule Ka ‏    | 3 نقطة       |  |
| 5            | أنيميك فان فليوتن | هولندا       | Liv AlUla Jayco ‏    | 2 نقطة       |  |

## تصنيف الفرق

### الفرق حسب النقاط
| ترتيب الفرق حسب النقاط | ترتيب الفرق حسب النقاط           | ترتيب الفرق حسب النقاط | ترتيب الفرق حسب النقاط |  |
| الفريق                 | الفريق                           | البلد                  | النقاط                 |  |
| ---------------------- | -------------------------------- | ---------------------- | ---------------------- |  |
| 1                      | Boels Dolmans ‏                   | هولندا                 | 2665.98 نقطة           |  |
| 2                      | Mitchelton-Scott ‏                | أستراليا               | 2207.02 نقطة           |  |
| 3                      | Trek-Segafredo ‏                  | الولايات المتحدة       | 1779 نقطة              |  |
| 4                      | CCC-Liv ‏                         | هولندا                 | 1622 نقطة              |  |
| 5                      | كانيون إس آر إيه إم راسينغ 2019 ‏ | ألمانيا                | 1562.02 نقطة           |  |
| 6                      | فريق سنويب للسيدات 2019 ‏         | هولندا                 | 1289.02 نقطة           |  |
| 7                      | WNT-Rotor ‏                       | ألمانيا                | 1172.02 نقطة           |  |
| 8                      | باركهوتل فالكنبورغ 2019 ‏         | هولندا                 | 1156 نقطة              |  |
| 9                      | Virtu Cycling Women ‏             | الدنمارك               | 1058 نقطة              |  |
| 10                     | Bigla ‏                           | الدنمارك               | 999.98 نقطة            |  |

## تصانيف فرعية

### تصنيف أفضل شاب
| تصنيف أفضل شاب | تصنيف أفضل شاب   | تصنيف أفضل شاب | تصنيف أفضل شاب            | تصنيف أفضل شاب |
| العداء         | العداء           | البلد          | الفريق                    | الوقت          |
| -------------- | ---------------- | -------------- | ------------------------- | -------------- |
| 1              | مارتا كافالي     | إيطاليا        | فالكار سيلانس ‏            |                |
| 2              | لورينا ويبيس     | هولندا         | باركهوتل فالكنبورغ ‏       |                |
| 3              | صوفيا بيرتيزولو  | إيطاليا        | Team Virtu Cycling Women ‏ |                |
| 4              | Évita Muzic ‏     | فرنسا          | FDJ–Suez ‏                 |                |
| 5              | جولييت لابوس     | فرنسا          | فريق سنويب للسيدات ‏       |                |
| 6              | Paula Patiño ‏    | كولومبيا       | موفيستار للسيدات ‏         |                |
| 7              | إليسا بالسامو    | إيطاليا        | فالكار سيلانس ‏            |                |
| 8              | ليان ليبرت       | ألمانيا        | فريق سنويب للسيدات ‏       |                |
| 9              | إيلا هاريس       | نيوزيلندا      | كانيون–إس آر إيه إم ‏      |                |
| 10             | Maaike Boogaard ‏ | هولندا         | BTC City Ljubljana ‏       |                |

## وصلات خارجية
- الموقع الرسمي